# Дженніфер Елі
Дженніфер Анна Елі (англ. Jennifer Anne Ehle, МФА: [/ˈiːli/] Ілі; нар. 29 грудня 1969, Вінстон-Сейлем, штат Північна Кароліна, США) — американо-британська акторка театру, кіно і телебачення. Найбільше знана як виконавиця ролі Елізабет Беннет у телесеріалі «Гордість і упередження» 1995 року, за яку вона здобула премію «BAFTA» у номінації «Найкраща жіноча роль».
Виконувала ролі другого плану у таких фільмах як «Вайльд» (1997), «Сонячне сяйво» (1999), «Промова короля» (2010), «Тридцять хвилин по півночі» (2012), «Робокоп» (2014).

## Життєпис
Дженніфер Анна Елі народилася в сім'ї американського письменника Джона Елі та англійської акторки Розмарі Гарріс. Вона має англійське, німецьке і румунське (прабабуся по материній лінії) коріння.
Ще у три роки Дженніфер дебютувала на театральній сцені — з матір'ю, яка виконувала роль Бланш Дюбуа у відродженій на Бродвеї виставі «Трамвай Бажання» Теннессі Вільямса.
Дженніфер провела дитинство у Великій Британії та США. Вона змінила 18 шкіл, серед яких була Академія мистецтв у Інтерлошені (штат Мічиган). Драматичне мистецтво вивчала у Школі мистецтв Північної Кароліни і в лондонській Центральній школі мови і драми.

## Кар'єра
1992 року режисер Пітер Гол запросив Дженніфер Елі на роль у телевізійній адаптації роману Мері Веслі «Ромашкова галявина». У серіалі вона і її мати виконали роль однієї персонажки у різному віці. Цей серіал, що вийшов на британському телеканалі «Channel 4», розповідає про долю сім'ї двоюрідних братів і сестер від 1939 року до сьогодення.
1995 року виконання ролі Елізабет Беннет у телесеріалі BBC за романом Джейн Остін «Гордість і упередження» принесло Дженніфер Елі премію «BAFTA». Згодом вона отримала роль у художньому фільмі «Дорога до раю» (1997).
Продовжила кар'єру, поєднуючи ролі в кіно і на театральній сцені. Її виступи одержали схвальні відгуки критики, а 2000 року акторка здобула премію «Тоні» за найкращу головну роль у виставі «Істинне» Тома Стоппарда. Це був її дебют на Бродвеї. Того ж року на цю премію номінувалася і її мати Розмарі Гарріс за роль у виставі «Слушний час».
Після перерви через народження та догляд за двома дітьми Дженніфер Елі повернулася на сцену 2005 року у виставі «Філадельфійська історія» режисера Кевіна Спейсі у лондонському театрі «Олд Вік». Наступного року вона втілила Леді Макбет у виставі «Макбет» за твором Шекспіра. Свою другу премію «Тоні» Дженніфер одержала за виконання ролей трьох персонажів у триптиху Тома Стоппарда «Берег Утопії», що йшов від жовтня 2006 до травня 2007 року.
Пізніше Дженніфер Елі знялася в таких стрічках, як «Перед дощем» (2007) спільного британо-індійського виробництва, «Гордість і слава» (2008), де її партнерами на знімальному майданчику були Едвард Нортон і Колін Фаррел, у телефільмі CBS «Дочка Расселів». Також вона знялася у фільмі Іштвана Сабо «Сонячне сяйво», де знову разом зі своєю матір'ю виконала роль однієї персонажки у різні періоди життя.
2010 року Елі виконала одну з головних ролей у виставі «Містер та місіс Фітч», яку представив нью-йоркський театр «Second Stage Theatre».
Окрім того, Дженніфер Елі виконала одну з другорядних ролей у стрічці «Промова короля» (2010), де головну роль зіграв її партнер по серіалу «Гордість і упередження» Колін Ферт.
2015 року на екрани вийшов фільм «П'ятдесят відтінків сірого» за однойменним романом, де Елі зіграла роль Карли Мей Вілкс, матері головної героїні.

## Особисте життя
Від початку знімання «Гордості і упередження» Елі зустрічалася з виконавцем ролі Містера Дарсі Коліном Фертом.
29 листопада 2001 року одружилася з письменником Майклом Раяном. У шлюбі народила сина Джорджа (6 лютого 2003) і дочку Талулу (4 березня 2009).

## Роботи в кіно і на телебаченні
| Рік       | Назва українською              | Оригінальна назва               | Персонаж                     |
| --------- | ------------------------------ | ------------------------------- | ---------------------------- |
| 1992      | Ромашкова галявина             | The Camomile Lawn               | Каліпсо                      |
| 1994      |                                | Self Catering                   | Мерил                        |
| 1994      | Задоволення                    | Pleasure                        | Емма                         |
| 1994      | П'ятий в квартеті              | Backbeat                        | Сінтія Леннон                |
| 1995      |                                | Beyond Reason                   | Пені Маккалістер             |
| 1995      | Гордість і упередження         | Pride and Prejudice             | Елізабет Беннет              |
| 1997      | Мелісса                        | Melissa                         | Мелісса Маккензі             |
| 1997      | Уайльд                         | Wilde                           | Констанція Ллойд Вайльд      |
| 1997      | Спальні та передпокої          | Bedrooms and Hallways           | Саллі                        |
| 1997      | Дорога до раю                  | Paradise Road                   | Розмарі Лейтон-Джонс         |
| 1999      | Цього року кохання             | This Year's Love                | Софі                         |
| 1999      | Сонячне сяйво                  | Sunshine                        | Валері Зонненшайн            |
| 2002      | Одержимість                    | Possession                      | Крістабель Ламотт            |
| 2005      | Смерть на річці                | The River King                  | Betsy Chase                  |
| 2006      |                                | Alpha Male                      | Еліс Ферріс                  |
| 2007      | Перед дощем                    | Before the Rains                | Laura Moores                 |
| 2008      | Дочка Расселів                 | The Russell Girl                | Lorainne Morrissey           |
| 2008      | Гордість і слава               | Pride and Glory                 | Еббі Тірні                   |
| 2009      | Найкращий                      | The Greatest                    | Джоан                        |
| 2010      | Король говорить!               | The King's Speech               | Міртл Лоґ                    |
| 2011      | Обдарована людина              | A Gifted Man                    | Анна Пол                     |
| 2011      | Змінюючи реальність            | The Adjustment Bureau           | Brooklyn Ice House Bartender |
| 2011      | Березневі іди                  | The Ides of March               | Сінді Морріс                 |
| 2011      | Зараза                         | Contagion                       | Еллі Гекстолл                |
| 2012      | Тридцять хвилин по півночі     | Zero Dark Thirty                | Джессіка                     |
| 2014      | Робокоп                        | RoboCop                         | Ліз Клайн                    |
| 2014      | Чорне та біле                  | Black and White                 | Керол                        |
| 2014      | Трохи хаосу                    | A Little Chaos                  | Мадам де Монтеспан           |
| 2014      | Фальсифікатор                  | The Forger                      | Кім Різак                    |
| 2015      | П'ятдесят відтінків сірого     | Fifty Shades of Grey            | Карла Мей Вілкс              |
| 2015      | Тиха пристрасть                | A Quiet Passion                 | Вінні Дікінсон               |
| 2015      | Привиди: Краща доля            | Spooks: The Greater Good        | Джеральдін                   |
| 2016      | Маленькі чоловіки              | Little Men                      | Кеті Жардін                  |
| 2016      | Дякую за чесність              | Thank You for Being Honest      |                              |
| 2016      | Основні принципи добра         | The Fundamentals of Caring      | Ельза                        |
| 2019      | Керуючи цим містом             | Run This Town                   | Джудіт                       |
| 2019      | Геній і безумець               | The Professor and the Madman    | Ада Мюррей                   |
| 2019      | Під блакитним приміським небом | Beneath the Blue Suburban Skies | Тіна                         |
| 2019      | Свята Мод                      | Saint Maud                      | Аманда                       |
| 2020      | Правило Комі                   | The Comey Rule                  | Патріс Комі                  |
| 2021      | Джон і діра                    | John and the Hole               | Анна                         |
| 2022      | Підозра                        | Suspicion                       | Емі                          |
| 2022      | Хороша боротьба                | The Good Fight                  | суддя Ешлі Бернет            |
| 2022      | Вона сказала                   | She Said                        | Лора Медден                  |
| 2022-2023 | 1923                           | 1923                            | сестра Мері                  |
| 2023      | Зв'язані до смерті             | Dead Ringers                    | Ребекка                      |
| 2023      | Спецоперації: Левиця           | Special Ops: Lioness            | Мейсон                       |

## Нагороди та номінації
- 1991 — Премія Ієна Чарльсона[en] — за роль у виставі за п'єсою «Тартюф»
- 1992 — Премія журналу «Radio Times[en]» найкращому новачкові — за роль у телесеріалі «The Camomile Lawn[en]»
- 1996 — Премія «Британської академії кіно і телевізійних мистецтв» (BAFTA) — за роль у телесеріалі «Гордість і упередження»
- 1997 — Номінація на премію «Британської академії кіно і телевізійних мистецтв» (BAFTA) — за роль у фільмі «Вайльд»
- 2000 — Номінація на премію «Зовнішнього Товариства Критиків[en]» — за роль у виставі за п'єсою «Істинне»[en]
- 2000 — Номінація на кінопремію «Джині» — за роль у фільмі «Смак сонячного світла»
- 2000 — Номінація на театральну Премію Лоуренса Олів'є — за роль у виставі за п'єсою «Істинне»[en]
- 2000 — Премія «Тоні» за найкращу головну роль у театрі — за роль у виставі за п'єсою «Істинне»[en]
- 2000 — Премія благодійної організації «Variety Club» — за роль у виставі за п'єсою «Істинне»[en]
- 2001 — Премія «Супутник» — за роль у фільмі «Смак сонячного світла»
- 2007 — Номінація на премію «Зовнішнього Товариства Критиків[en]» — за роль у виставі за п'єсою «Берег Утопії[en]»
- 2007 — Премія «Тоні» за найкращу характерну роль у театрі — за роль у виставі за п'єсою «Берег Утопії[en]»